# Lygniodes
Lygniodes là một chi bướm đêm thuộc họ Erebidae. Chi này chỉ có ở vùng nhiệt đới Trung Đông, phía đông tới Sulawesi và quần đảo Malucu.

## Loài
- Lygniodes ciliata Moore, 1867 (đồng nghĩa Lygniodes fuscescens Leech, 1900)
- Lygniodes endoleucus Guerin-Meneville, 1844
- Lygniodes hypoleuca Guenée, 1852
- Lygniodes hypopyrrha Strand, 1913
- Lygniodes morio Semper, 1900
- Lygniodes ochrifera Felder, 1874
- Lygniodes plateni Pagenstecher, 1890
- Lygniodes proutae Hulstaert, 1924
- Lygniodes schoenbergi Pagenstecher, 1890 (đồng nghĩa Lygniodes endochrysa L.B. Prout, 1919, Lygniodes maurus Butler, 1892)
- Lygniodes vampyurs Fabricius, 1794 (đồng nghĩa Lygniodes disparans Walker, 1858, Lygniodes e-antiqua Hampson, 1891, Lygniodes reducens Walker, 1858)